# فلم بيلينكي بيل
فيلم بيلينكي بيل (بالإنجليزية: Blinky Bill the Movie) هو فيلم كوميدي مغامرات رسوم متحركة أسترالي لعام 2015 يستند إلى شخصية بيلينكي بيل، وهو مجسم كوالا أنشأته دوروثي وول لسلسلة كتب للأطفال في عام 1933. أُنتج الفيلم بواسطة Flying Bark Productions وشارك في إنتاجه Assemblage Entertainment (الهند) وTelegael (أيرلندا).

## القصة
بيلينكي بيل هو كوال صغير ذو خيال كبير. مغامر ويحلم بمغادرة بلدته الصغيرة والسير على خطى والده المستكشف. فُقد السيد بيل في المناطق النائية الأسترالية منذ بعض الوقت وكان بلينكي الشخص الوحيد الذي يعتقد أن والده لا يزال على قيد الحياة. لكنه عالم خطير - عالم مليء بالمخلوقات البرية الكبيرة والصغيرة - والدة بلينكي الواقية تبقيه بالقرب منها. يعثر بيلينكي على علامة غامضة تشير إلى موقع والده، لم يعد بإمكانه مقاومة نداء المغامرة. يُظهر العلامة لوالدته، لكن على الرغم من أنها تشعر بحنين طفيف لماضيها المغامر مع حبيبها بيل، إلا أنها تمنع بلينكي من المغادرة. محبطًا، لكنه صمم على حل القضية، يحزم بلينكي حقيبته ويتسلل ليجد والده لإعادته إلى المنزل.

## وصلات خارجية
- مقالات تستعمل روابط فنية بلا صلة مع ويكي بيانات